# Bramy miejskie Szczecina
     nieistniejące bramy średniowieczne
     dwie istniejące bramy z okresu pruskiego

Przybliżone położenie sześciu bram miejskich na tle wycinka planu współczesnego Szczecina:
nieistniejące bramy średniowieczne
dwie istniejące bramy z okresu pruskiego

Bramy miejskie Szczecina – bramy w dawnych  murach obronnych, wznoszonych wokół miasta w różnych okresach jego historii, szczątkowo zachowane.

## Bramy średniowiecznego Szczecina
W średniowieczu Szczecin był otoczony murami miejskimi, z licznymi basztami i bramami, które zostały przedstawione przez Georga Brauna i Fransa Hogenberga w atlasie Civitates orbis terrarum (Kolonia, tom IV, wyd. I,  1588). W XVI wieku do miasta prowadziły cztery bramy lądowe:
- Brama Młyńska[4]
- Brama Panieńska[5]
- Brama Passawska (lub Pasawska)[6]
- Brama Świętego Ducha[7][8]

i prawdopodobnie dziewięć bram wodnych – przejść od strony nabrzeża portowego.
Rycina przedstawia Szczecin z lotu ptaka. Znajdują się na niej Zamek Książąt Pomorskich, ratusz miejski (zob. też Nowy Ratusz), Kościoły NMP (z budynkami kanoników), św. Jakuba, św. Jana oraz św. Mikołaja. Poza murami widoczne są przedmieścia: Górny i Dolny Wik oraz podmiejskie ogrody. Przedstawiono m.in. nabrzeża portowe i pomosty ładunkowe (m.in. dwa, które przekształciły się później w Most Długi i Kłodny). W oddali schematycznie zaznaczono m.in. Stargard, Dąbie, Podjuchy, Gryfino 
Z lewej strony arkusza umieszczono legendę. Na odwrocie widoku zamieszczono opis miasta w jęz. łacińskim. Autorzy opisali ówczesne szczecińskie ulice, place oraz ważniejsze obiekty późniejszego Starego Miasta (dotychczas istniejące i nieistniejące).

### Brama Młyńska

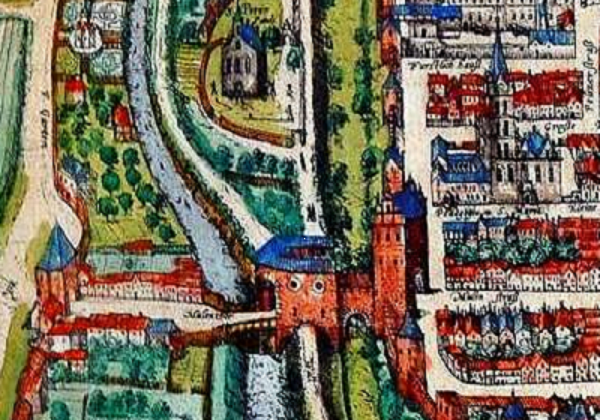
Brama Młyńska

Pierwsza Brama Młyńska (niem. Mühlentor) znajdowała się w okolicach współczesnej ulicy Staromłyńskiej (niem. Mühlenstraße) i Placu Żołnierza (zob. rejon ul. Tkackiej). Prowadziła w kierunku młynów nad strugą o dzisiejszej nazwie Osówka (zob. Dolina Siedmiu Młynów), wcześniej nazywaną Szemrzącym Strumieniem, Dzwoniącym Potokiem (niem. Klingende Beke) i Młynówką (niem. Mühlenbachmm). Według części źródeł mogła być najstarszą z bram miejskich Szczecina. Wspominał o niej w 1268 roku biskup kamieński Hermann von Gleichen w dokumencie rozstrzygającym spór między parafiami kościoła św. Jakuba i kościoła św. Piotra. Stwierdził, że granica między nimi przebiegała przy murach miejskich:

…usque ad valvam que vocatur molendor

W późniejszych dokumentach są spotykane nazwy valva molaris (1305), valva molarum (1306), valva molendinorum (1308), valva molendini (1325), molen dore (1415). 
W skład zespołu bramnego wchodziła brama główna typu szczytowego, do której, na wale ziemnym zaopatrzonym w okrągłe strzelnice, dobudowano przedbramie – „szyję” (z murem niższym od muru miejskiego) nad fosą i barbakan (na rzucie półkola). Za barbakanem droga prowadziła przez most nad drugą fosą do wielobocznej bramy przedniej (na rzucie wieloboku, budowanej w 1472 roku, a następnie na pola miejskie i do ówczesnych wsi: Niemierzyn, Grabowo i Drzetowo. Między bramą główną a przedbramiem istniały zabudowania rolnicze, o których pisano w roku 1589 „[położone] przed Bramą Młyńską” (niem. buten dem mölendore), a w roku 1711 – „Pod Bramą Młyńską” (niem. Unterm Mühlenthor). 
Brama Młyńska została zburzona w latach 1726–1727. W zbliżonym okresie (1725–1728) z okazji zajęcia miasta przez Prusy wybudowano w pobliżu nową bramę – Bramę Anklamską (zbieg dzisiejszych ulic Mariackiej, Jana Matejki i pl. Żołnierza Polskiego był też nazywany Placem Hołdu Pruskiego). We wrześniu 1725 roku Fryderyk Wilhelm I powiedział o niej:

Das Mühlenthor soll Anklamer Thor heißen

Brama ostatecznie w 1806 roku otrzymała nazwę Bramy Królewskiej (niem. Königstor).

### Brama Panieńska

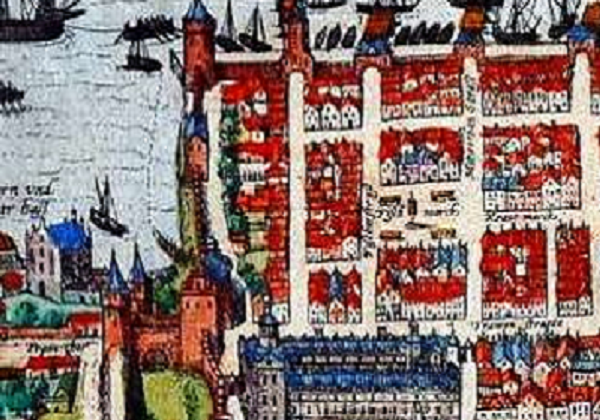
Brama Panieńska

Brama została wspomniana po raz pierwszy w 1307 roku jako łac. valva dominarum. Jej nazwa bywa wyjaśniana poprzez odwołanie do kierunku, w którym prowadziła droga przez bramę – jej celem był żeński klasztor cysterek pod wezwaniem Najświętszej Marii Panny, ufundowany przed 1243 rokiem przez żonę Barnima I, Mariannę. Początkowo wychodziła na dawną słowiańską przystań. Była typową dla regionu „bramą szczytową” z dachem dwuspadowym. W XV wieku (wzmianka pochodzi z 1462 roku) dobudowano nad fosą „szyję”, na końcu której, na wale miejskim, wybudowano dwie cylindryczne baszty ze spiczastymi hełmami, w których osadzono bramę zewnętrzną (przednią).
W XVII w. Brama Panieńska stała się częścią systemu umocnień szwedzkich, a w XVIII w. – pruskich. Elementem fortyfikacji pruskich była tzw. Nowa Brama Panieńska – ciąg tuneli z kolejno ponumerowanymi bramami, łączący dolne Stare Miasto z tzw. Osiedlem Klasztornym (niem. Klosterhof). 
W roku 1795 magistrat sprzedał bramę Johannowi Friedrichowi Schumacherowi (mistrzowi piekarskiemu), który rozebrał mury budując dom mieszkalny. Część bramy w 1799 roku sprzedał Theophilowi Roussel (asesorowi w sądzie kolonii francuskiej).

### Brama Passawska

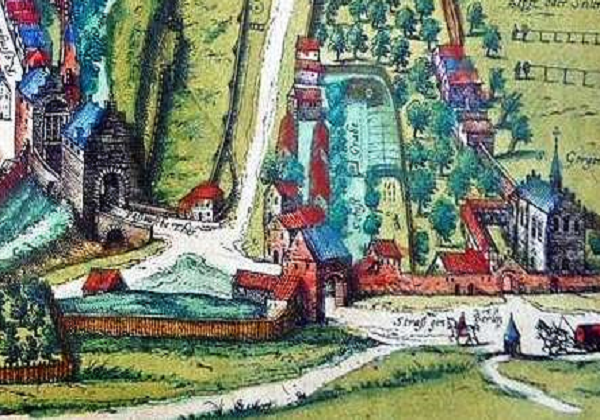
Brama Passawska

Nazwa colonorum pojawiająca się w dokumentach z 1306 roku, wiąże się z istnieniem w Szczecinie osiedla chłopskich kolonistów. Przypuszcza się, że brama umożliwiała mieszkańcom tego osiedla wyprowadzanie trzody na pobliskie pastwiska, na co wskazuje najstarsza łacińska nazwa bramy – valva Paschardi (np. od pascare, paschare, pascuarium – prawo wypasu, dochody z pastwiska, pascere – nakarmić, pascua – pasza). Inni autorzy przychylają się do hipotezy, że nazwa bramy upamiętnia nieuczciwego kupca handlującego zbożem (Benedict Passo), który po odbyciu kary na własny koszt wybudował bramę miejską wychodzącą na pola).  
Brama znajdowała się w narożniku murów obronnych, u zbiegu późniejszych ulic niem. Rosengarten i Große Wollweberstraße, w rejonie dzisiejszych ulic Tkacka, Podgórna, Stoisława. Droga biegnąca przez bramę prowadziła w kierunku dawnego Turzyna (Tornei, Turnei, Turney, Torney) – podmiejskiej wioski, położonej w rejonie obecnych ulic Potulickiej i Narutowicza. 
Bramę główną (szczytową) łączyła z bramą przednią „szyja”, poprowadzona nad fosą. Brama przednia została ustawiona przed kolejną fosą (później dobudowano cylindryczną basztę, często przedstawianą na ilustracjach jako baszta szczytowa). W pobliżu bramy istniała kapliczka „Jerusalem”. 
Jesienią 1659 roku, w czasie oblężenia miasta przez wojska Leopolda I i elektora brandenburskiego, bramę – wraz z otoczeniem – celowo zburzono, aby nie była ochroną dla oblegających. Zachowana budowla środkowa (brama przednia) została włączona do muru miejskiego. Nowe przejście przez mur – Bramę Nową (niem.Neue Tor) utworzono w 1661 roku u wylotu dzisiejszej ulicy ul. Kardynała Wyszyńskiego (niem. Breitestraße).  

### Brama Świętego Ducha

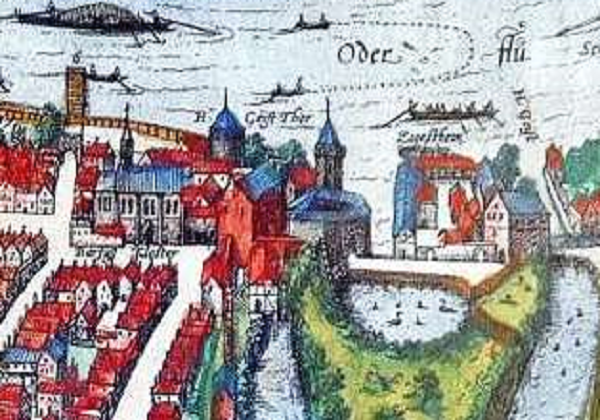
Brama Świętego Ducha

Najwcześniejsza Brama Świętego Ducha (niem. Heiligegeisttor) znajdowała się w ciągu obecnie nieistniejącej ulicy Królewskiej (potem ul. Nad Wodą)), która prowadziła z miasta w kierunku kupieckiej osady Górny Wik (obecnie Nowe Masto). Ówczesna granica tego obszaru sięgała do dolnej części współczesnej ul. Kardynała Wyszyńskiego. Przebiegała obok zabudowań  założonego pod koniec XIII w. klasztoru Zakonu Franciszkanów (m.in. zachowanego kościoła św. Jana Ewangelisty) i Szpitala Świętego Ducha, przeznaczonego nie tylko dla ludzi chorych, lecz również ubogich i bezdomnych (ufundowanego w 1237 roku lub wcześniej, prawdopodobnie przeniesionego na lewobrzeże Odry z zagrożonej powodziami Łasztowni).
Około 1318 roku kościół św. Jana został włączony do obszaru Szczecina i bramę miejską przeniesiono na południe, lokując ją mniej więcej w połowie współczesnej ulicy Świętego Ducha. Z 1325 roku pochodzi wzmianka o utworzeniu w tym miejscu fosy miejskiej. W roku 1467 ukończono budowę barbakanu.
Ostatecznie Bramę Świętego Ducha stanowił zespół: brama główna typu szczytowego, „szyja” nad fosą oraz barbakan (na rzucie półkola, „rondel”). Barbakan rozebrano w 1724 roku, wykorzystując materiały rozbiórkowe w czasie budowy „Domu Poprawy”.

### Bramy wodne
W murze miejskim, biegnącym wzdłuż brzegów Odry, na przedłużeniu poszczególnych ulic, znajdowały się bramy (furty) prowadzące z miasta na drewniane pomosty, do których dobijały statki i okręty. Pomosty, przerzucone nad bagnistym brzegiem rzeki, umożliwiały załadunek i wyładunek towarów. Funkcje portowe spełniało współczesne Ulica Nabrzeże Wieleckie (wcześniej niem. Bollwerk). Nazwy pomostów i odpowiednich ulic były zwykle związane z rodzajem towarów dostarczanych lub wysyłanych. 
Informacje o konstrukcji średniowiecznych bram i pomostów są ubogie (nieprecyzyjne przekazy ikonograficzna). Uważa się, że zwykle były budynkami z dachem dwuspadowym lub ze stożkowatą wieżą, wznoszonymi na rzutach prostokątów. Górna kondygnacja pełniła funkcje obronne.
Według Carla Fredricha (1871–1938) istniały bramy nazwane:

- Brama Kłodna
- Brama Rybacka
- Brama Mączna
- Brama Bycza (lub Cebulowa),
- Brama Mariacka
- Brama Mostu Długiego
- Brama Pomostu Mniszego

oraz dwie furty bez nazwy, w pobliżu:
- „łaźni [usytuowanej] na tyłach kościoła św. Mikołaja” (niem. de stauen achter S. Niclas kerken 1495)
- nieistniejącej ulicy Mostowej (między Mostem Długim i wylotem ulicy Bednarskiej, zwanej wcześniej „Ulicą Pomostu Mniszego”)

Bramy wodne rozebrano do końca lat 30. XIX wieku.

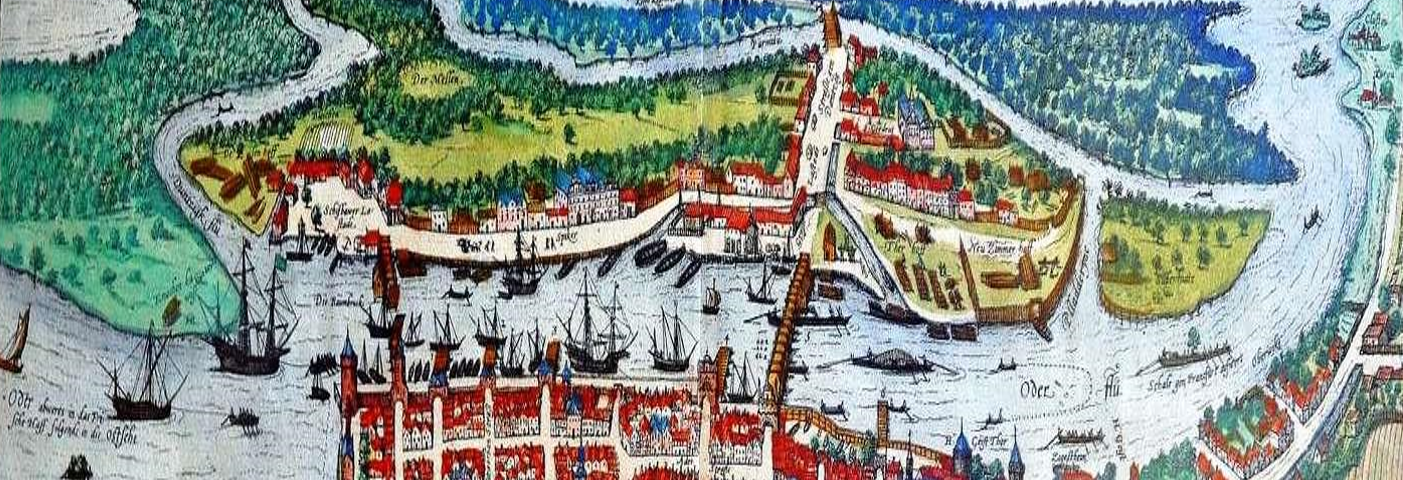
Bramy wodne – fragment mapy Szczecina z „Civitates Orbis Terrarum”, tom IV

## Fortyfikacje szwedzkie

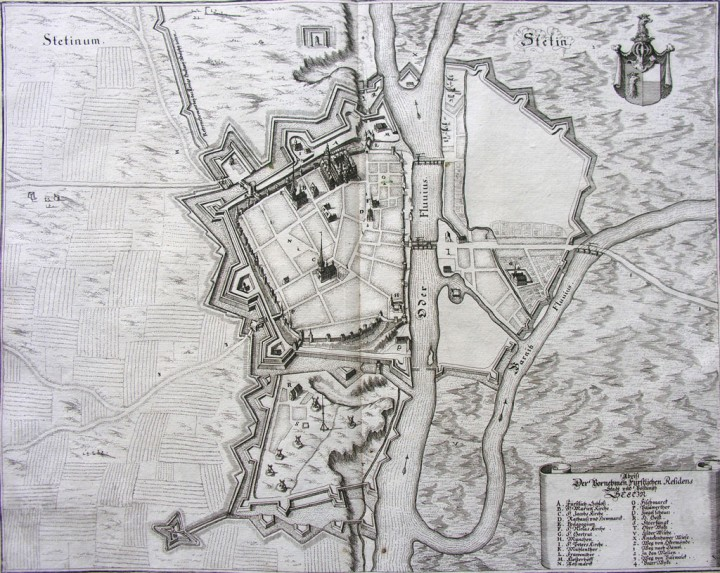
Plan szwedzkich umocnień Szczecina z lotu ptaka. Plan fortyfikacji opracował szwedzki inżynier David Portius. Wykonanie nadzorowali specjaliści holenderscy: Noe Janssen i Harms Klassen.

Po przejęciu Szczecina w 1630 roku Szwedzi rozbudowali średniowieczny system murów, bram i fos. W okresie 1631–1639 zbudowano osiem połączonych stałych szańców – bastionów (dziewiąty w roku 1677). Nowe fortyfikacje objęły niektóre osiedla, dotychczas leżące poza murami, np. Klasztorne (niem. Klosterhof) i część Górnego Wiku (niem. Oberwiek). W tym okresie Bramę Passawską, zniszczoną w 1659 roku w czasie oblężenia miasta przez wojska Leopolda I i elektora brandenburskiego, zastąpiono Bramą Nową. Tworząc nowe fortyfikacje na prawym brzegu Odry Zachodniej ustawiono na Łasztowni dwie małe bramy:
- Bramę Kozią[24] – zamykającą wejście na Łasztownię Stoczniową z kierunku NE, dwa filary zwieńczone kulami
- Bramę Parnicką[25] – stojącą u wylotu głównej ulicy Łasztowni przy moście nad Parnicą, ochraniającą zabudowania wyspy[j]

## Bramy należące do fortyfikacji pruskich

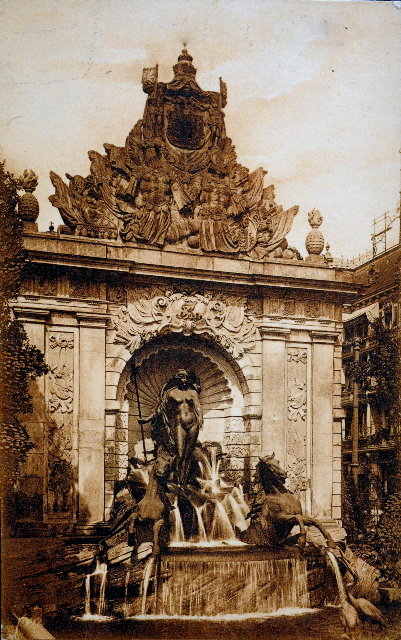
Bramę Portową zdobiła przed II wojną światową fontanna z pomnikiem Amfitryty.

Pruskie projekty modernizacji i rozbudowy fortyfikacji szwedzkich powstawały już przed uregulowaniem prawno-politycznej sytuacji Szczecina w 1720 roku, od roku 1713. Projekty opracowywali m.in. Johann Bernhard Scheither (budowniczy elektora brandenburskiego, Fryderyka Wilhelma I), Jean de Bodt (inżynier francuski) i Gerhard Cornelius van Wallrawe (inżynier pruski, syn oficera holenderskiego). Okres realizacji planów objął lata 1724–1873.   
Do roku 1845 zbudowano m.in.:
- Nową Bramę Panieńską – ciąg pięciu bram Frauen Thor: Nr. I, Nr. II, Nr. III, Nr. IV, Nr. V, w skład którego wchodziły początkowo dwie budowle średniowiecznej Bramy Panieńskiej (do czasu rozbiórki w 1880 roku były oznaczone numerami 1 i 2)[29]
- w latach 1724–1725 – Bramę Portową, inaczej Bramę Berlińską, niem. Berliner Tor[30]l – nową barokową bramę miejską

- w latach 1725–1728 – Bramę Królewską, inaczej Bramę Hołdu Pruskiego, niem. Königstor[13]

- w roku 1824 – Bramę Ślimaczą, inaczej Bramę Ślimaka (niem. Schnecken Thor, Thor der Schnecke ...[31]